# Джамби (город)
Джа́мби (индон. Kota Jambi) — город на острове Суматра, Индонезия, центр одноимённой провинции. Расположен на реке Хари. Население — 457 005 чел. (по оценке 2010 года).
В городе с давних пор развит такой вид народного промысла, как росписи по тканям. Первоначально одежда из тканей, обработанных с помощью техники батика, носилась исключительно представителями знати. Во второй половине XX века технология батика была переведена на промышленную основу.
Население города быстро растёт: если в 2000 г. оно составляло 379 168 чел., то в 2010 г. — более 457 тыс. чел.

## Города-побратимы
- Купанг, Индонезия
- Накхонратчасима, Таиланд
- Эрмера, Восточный Тимор
- Айнару, Восточный Тимор

## Галерея

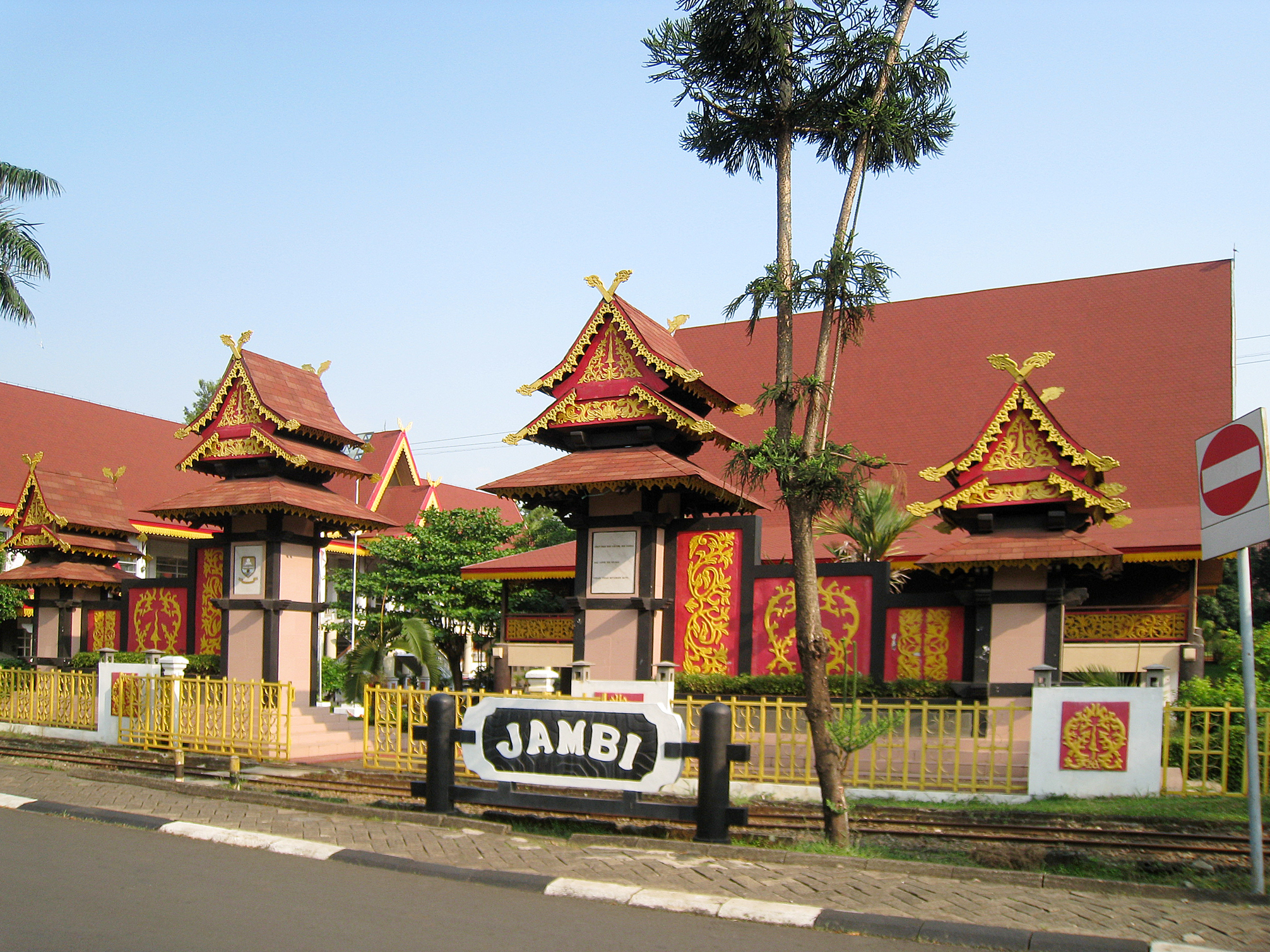
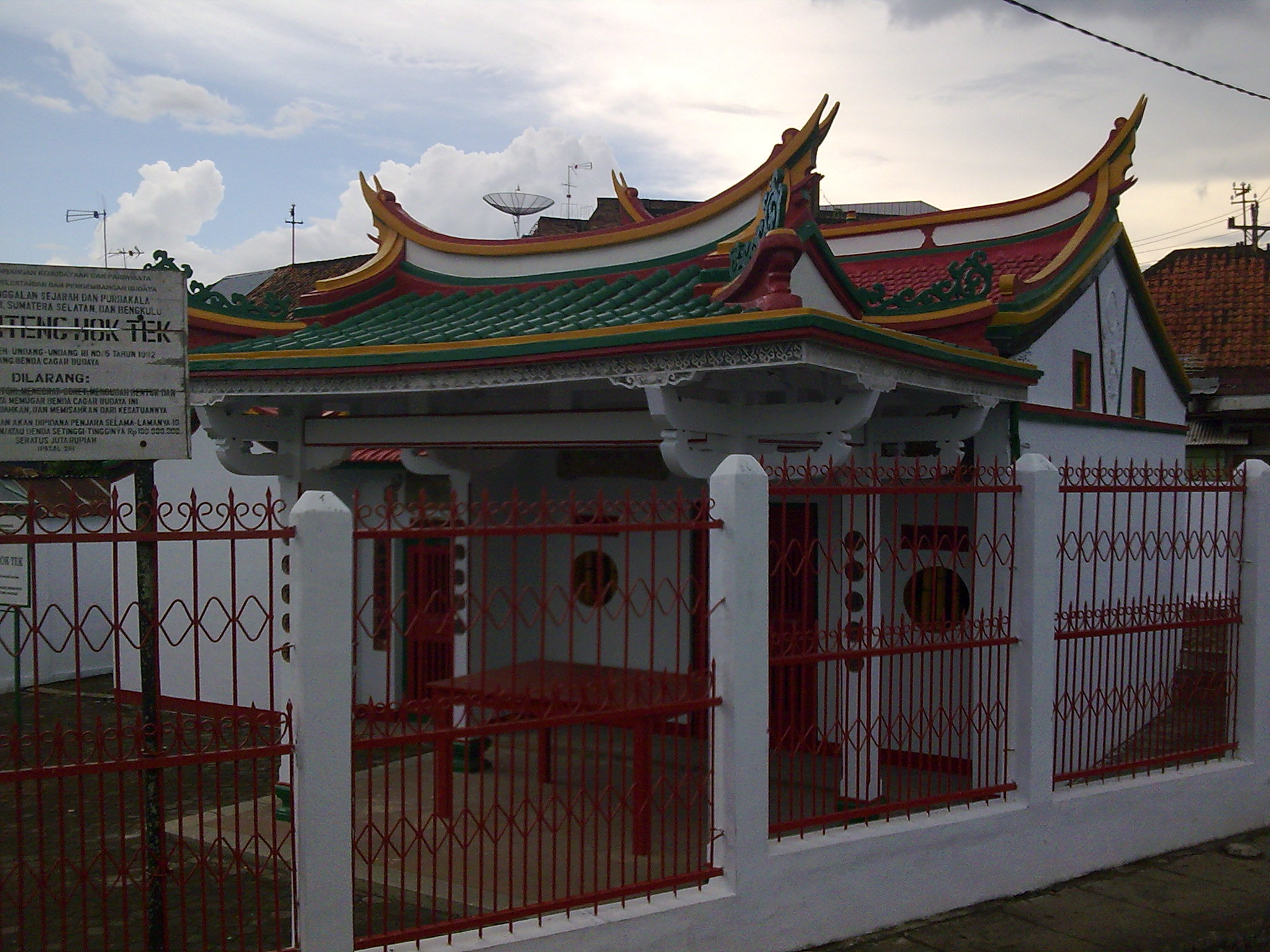
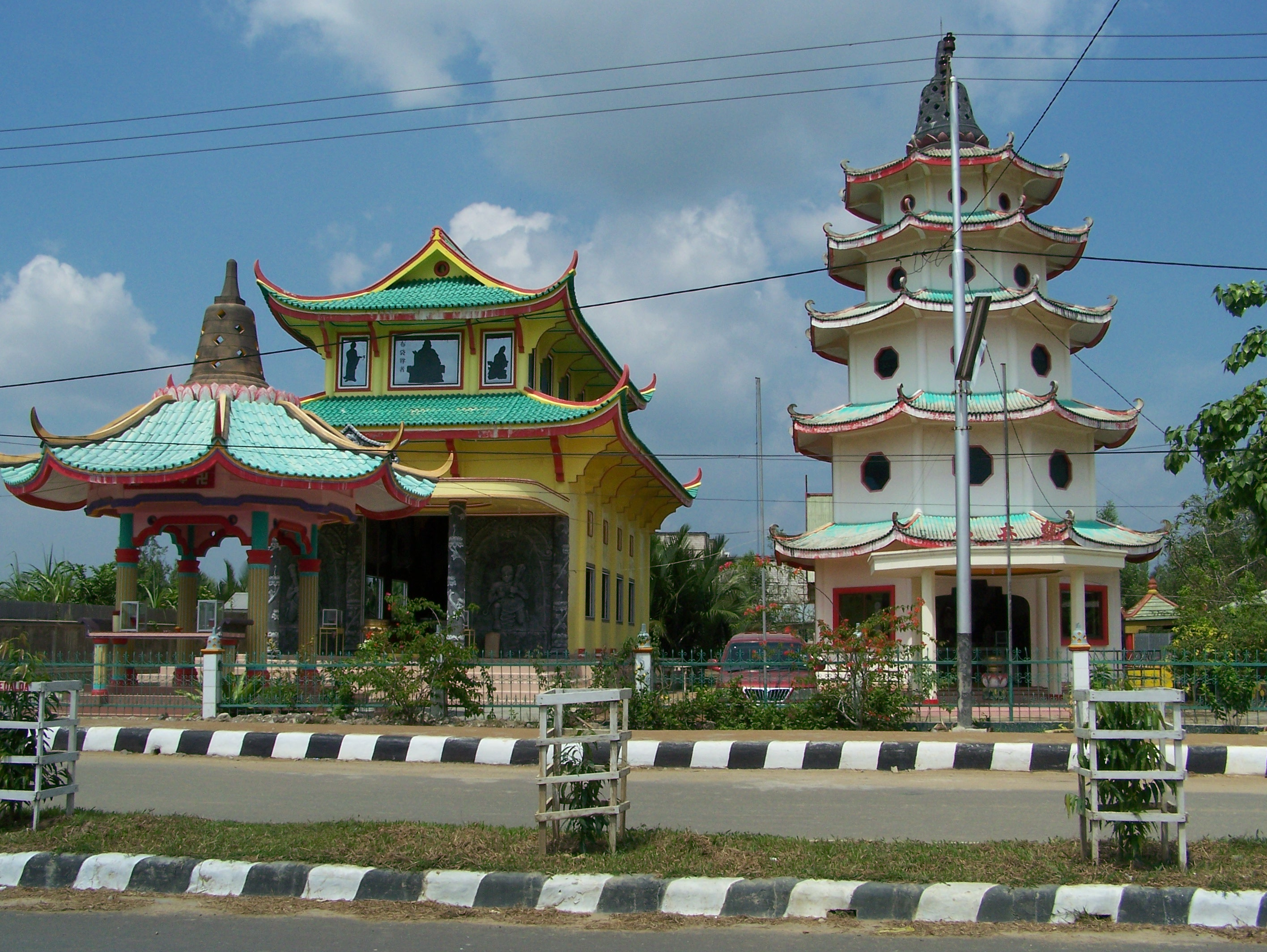